# الی کوهن (سیاستمدار، زاده ۱۹۷۲)
الی (الیاهو) کوهن (عبری: אֵלִי כֹּהֵן‎؛ زادهٔ ۳ اکتبر ۱۹۷۲) یک سیاستمدار اسرائیلی است که به عنوان وزیر انرژی و زیرساخت برای حزب لیکود و عضو کابینه امنیتی خدمت می‌کند. او پیش از این به عنوان وزیر امور خارجه، وزیر اقتصاد و صنعت، وزیر اطلاعات و رئیس کمیته اصلاحات خدمت کرده است. کوهن یک حسابدار رسمی است و مناصب ارشدی در بخش خصوصی داشته است.